# مدرسه تومانیان
مدرسه تومانیان (اسدی و ساهاکیان) مربوط به دوره قاجار است و در تبریز، خیابان شریعتی جنوبی، کوچه بارون آواک واقع شده و این اثر در تاریخ ۱ آذر ۱۳۷۸ با شمارهٔ ثبت ۲۵۱۹ به‌عنوان یکی از آثار ملی ایران به ثبت رسیده‌است.
مدرسه در سال ۱۸۹۵ میلادی توسط خانواده ارمنی تومانیان با اعتباری معادل جهیزیه دختر جوان ناکامشان تامارا ساخته شده‌است. مدرسه دارای سه طبقه – زیرزمین – طبقه همکف و طبقه اول می‌باشد. این بنا برای مدرسه ساخته شده‌است. از خصوصیات بارز آن عظمت و استخوان بندی محکم و اسکلت آجری آن است. نما وقاب بندی‌های آجری و قوس‌های نیم دایره فوقانی پنجره‌ها که به صورت ابرو بوده و برجسته تر از متن است زیبایی خاصی به آن بخشیده‌است. مالکیت بنا وقفی و مدیریت آن با خلیفه‌گری ارامنه آذربایجان می‌باشد. تاکنون بنا به تعمیرات جدی نیاز نداشته‌است. در سال‌های اخیر اقداماتی برای نم زدایی صورت گرفته‌است.

## بخش‌ها
مدارس فعال در ساختمان مدرسه تومانیان
- دبیرستان ملی ارامنه میکائیل ساهاکیان
- دبستان و دبیرستان ارامنه اسدی

مدارس تعطیل شده
- دبستان هایکازیان-تاماریان

## نگارخانه

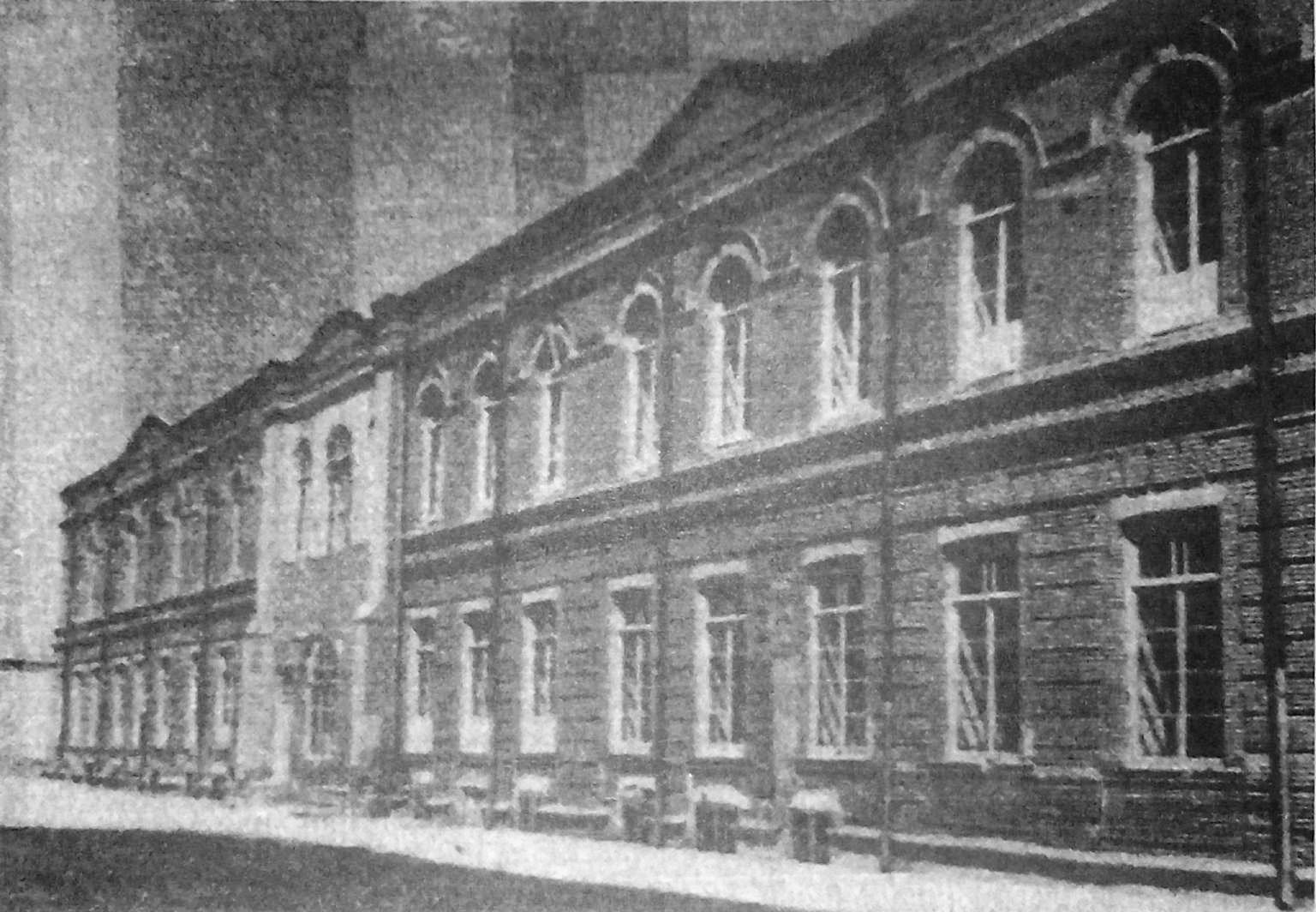
تصویر قدیمی از مدرسه تومانیان
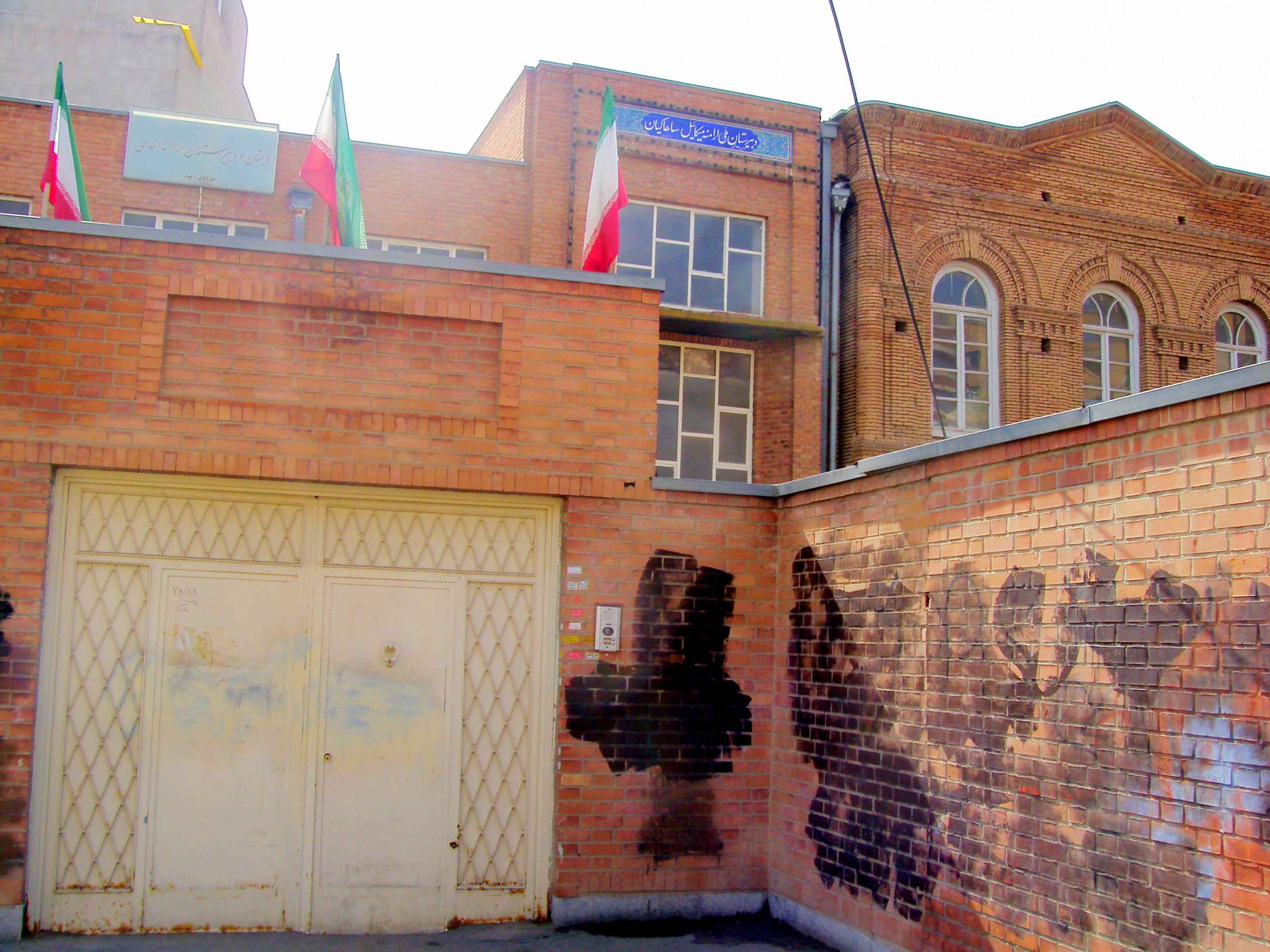
مدرسه تومانیان (اسدی و ساهاکیان)
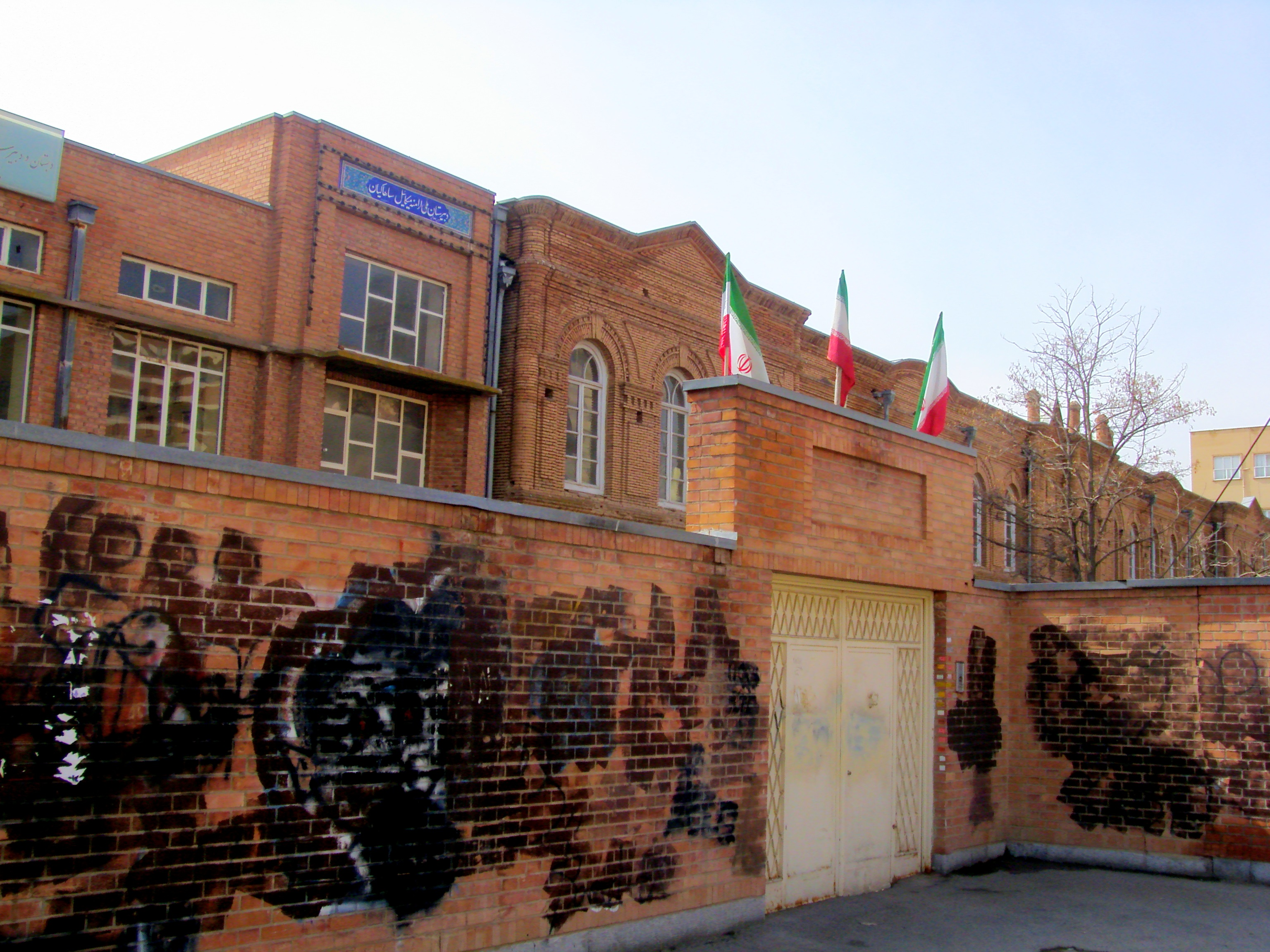
مدرسه تومانیان (اسدی و ساهاکیان)
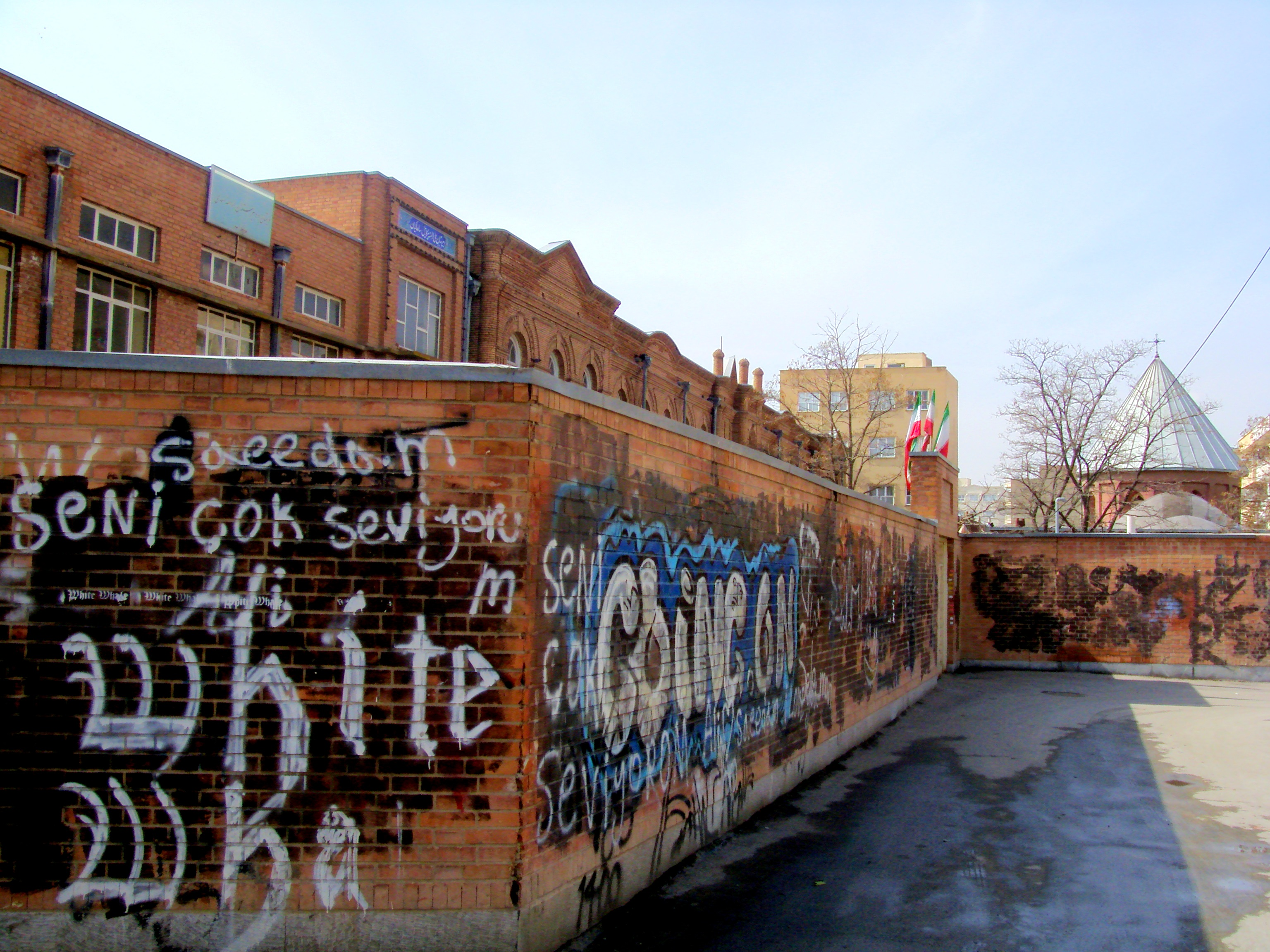
کلیسای سرکیس مقدس واقع در حیاط مدرسه تومانیان